# Wildmore
Wildmore est une paroisse civile du Lincolnshire, en Angleterre.